# Chamaechaenactis
Chamaechaenactis es un género monotípico de plantas fanerógamas perteneciente a la familia de las asteráceas. Su única especie Chamaechaenactis scaposa es originaria de Norteamérica.

## Descripción
Es una planta perenne, que alcanza un tamaño de 2-7 (-9) cm de altura (de 10 a 20 cm de ancho +). Tallos generalmente bajo tierra (caudices relativamente gruesos, ramificados. Hojas mayormente basales, pecioladas, alternas, como cuchillas (1 - y 3 -nervadas) cordadas, elípticas, ovadas o redondeadas, los bordes enteros o distales ± crenados. Las inflorescencias discoides, con involucros ± obconicos, 6-15  mm de diámetro. Las corolas de color blanco a rosado. Vilanos persistentes. Tiene un número de cromosomas de x = 16.
Chamaechaenactis ha sido considerado un pariente cercano de Chaenactis, ya que tiene la cabeza superficialmente similar. Pruebas de ADN (BG Baldwin et al. 2002) sugiere una relación más estrecha con Bartlettia, Hymenopappus, y otros miembros de Bahiinae sensu Baldwin. Esta ubicación también fue sugerida por Rydberg cuando fue separado Chamaechaenactis de Chaenactis.

## Distribución
Se encuentra en los Estados Unidos.

## Taxonomía
Chamaechaenactis scaposa fue descrita por (Eastw.) Rydb. y publicado en Bulletin of the Torrey Botanical Club 33(3): 156. 1906.
Sinonimia
- Actinella carnosa (Eastw.) A.Nelson
- Chaenactis scaposa Eastw.	basónimo
- Chamaechaenactis scaposa var. parva Preece & B.L.Turner
- Chamaechaenactis scaposa var. scaposa (Eastw.) Rydb.